# Свещена лига (1684)
 Тази статия е за свещената лига от 1684 г..  За другите свещени лиги вижте свещена лига.  
Свещената лига е военно-политически съюз между Свещената Римска империя, Венецианската република и Жеч Посполита и др. държави за борба срещу агресията на Османската империя в Централна Европа.
На 5 март 1684 г., чрез съдействието на папа Инокентий XI, се основава Свещената лига, по инициатива на Леополд I (император на Свещената Римска империя) с Полско-литовската държава (Жечпосполита), Венецианската република и други християнски монархии, както и с Русия (1686).
Договорът за създаване на Свещения съюз е сключен като съюз в борбата срещу Османската империя. В последвалата война те нанасят поражение на османците в битката за Виена. Свиква се Карловицкият конгрес, с който завършва войната. С нейния край на практика съюзът престава да съществува.
Между 1685 г. и 1689 г. са завладени области, които от векове принадлежат на Османската империя: Унгария, Трансилвания, Сърбия, за известно време дори гръцкият Пелопонес. Най-големият успех на Лигата са победите в битката при Мохач (1687) и битката при Зента (1697).